# Piz Rosatsch
Piz Rosatsch är en bergstopp i Schweiz.   Den ligger i regionen Maloja och kantonen Graubünden, i den östra delen av landet, 190 km öster om huvudstaden Bern. Toppen på Piz Rosatsch är 3 123 meter över havet. Piz Rosatsch ingår i Bernina.
Terrängen runt Piz Rosatsch är huvudsakligen bergig. Närmaste större samhälle är St. Moritz, 4,4 km norr om Piz Rosatsch. 
Trakten runt Piz Rosatsch består i huvudsak av gräsmarker. Runt Piz Rosatsch är det glesbefolkat, med 18 invånare per kvadratkilometer.